# Коти-Кьявари
Коти-Кьявари (фр. Coti-Chiavari, корс. Coti è Chjavari) — коммуна во Франции, находится в регионе Корсика. Департамент коммуны — Южная Корсика. Входит в состав кантона Тараво-Орнано. Округ коммуны — Аяччо.
Код INSEE коммуны — 2A098.

## Население
Население коммуны на 2008 год составляло 733 человека.
| 1962 | 1968 | 1975 | 1982 | 1990 | 1999 | 2008 |
| ---- | ---- | ---- | ---- | ---- | ---- | ---- |
| 259  | 270  | 285  | 340  | 399  | 490  | 733  |

## Экономика
В 2007 году среди 449 человек в трудоспособном возрасте (15—64 лет) 297 были экономически активными, 152 — неактивными (показатель активности — 66,1 %, в 1999 году было 53,8 %). Из 297 активных работало 256 человек (148 мужчин и 108 женщин), безработных было 41 (11 мужчин и 30 женщин). Среди 152 неактивных 20 человек были учениками или студентами, 66 — пенсионерами, 66 были неактивными по другим причинам.
В 2008 году в коммуне насчитывалось 314 облагаемых налогом домохозяйств, в которых проживали 686 человек, медиана доходов составляла 17 910 евро на одного человека.